# О панно Інно...
 «О панно Інно, панно Інно!.. » — ліричний вірш українського письменника Павла Тичини, входить до збірки  «Сонячні кларнети».

## Історія створення
Вірш «О, панно Інно…» автобіографічний, написаний у 1915 році.  На створення поезії Павла Тичину надихнули спогади про кохання. У 1913 р. юнак навчався в Чернігівській духовній семінарії. З ним навчався Віктор, син чернігівського літератора Івана Коновала. Саме він познайомив Павла з сестрою Поліною. Павло і Поліна певний час зустрічалися, але дівчина вийшла заміж за іншого. Сестра Полі Ганна (Нюся), яку за тодішньою модою неофіційно перейменували в Інну, закохалася в Павла і навіть освідчилась йому у своїх почуттях.  Інна була скромною та лагідною, саме їй поет присвятив вірш.  У 1920 році Тичина включив вірш до другого видання збірки «Сонячні кларнети».

## Тема
У вірші поет згадує ніжні почуття, утверджує думку про непостійність і суперечливість кохання. Провідний мотив твору — туга за втраченим коханням, поєднана зі світлим спогадом про нього.

## Композиція вірша
У вірші дві восьмирядкові строфи. Перша строфа звучить мажорно, у ній згадується про ніжне почуття. Друга навпаки мінорна, у ній звучить сум за втраченим коханням. Написаний вірш п’ятистопним ямбом, римування у вірші кільцеве.

## Художні особливості
Вірш поєднує риси імпресіонізму, символізму і неоромантизму. Увага приділена кольорам, звукам, символам, аналізується внутрішній світ ліричного героя. На початку вірша появляються два символи: вікно і сніги. Вікно асоціюється з розлукою, а сніги (слово повторюється у вірші чотири рази) символізують холод. Поет використав власні неологізми: дитинно, злотоцінно; порівняння: Ваші очі пам’ятаю, як музику, як спів. Звертання до дівчини «О, панно Інно, панно Інно» звучить рефреном. Наявні епітети: зимовий вечір, вам чужий. Є метафора: любові усміх квітне.  